# Chiesa di San Rocco (Sansepolcro)
La chiesa di San Rocco è un luogo di culto cattolico che si trova in via Aggiunti 73 a Sansepolcro.

## Storia e Descrizione
La chiesa fu fatta edificare nel 1554 dalla Compagnia del Crocifisso, costretta a trasferirsi dalla propria sede fuori dalle mura dato che i borghi esterni ad esse furono fatti abbattere da Cosimo I per le esigenze di difesa della città. Attualmente, il complesso monumentale chiesa-oratorio di San Rocco è sede della Confraternita di Misericordia di Sansepolcro, fondata nel 1338 e qui trasferita nel 1816 per iniziativa del vescovo diocesano Roberto Costaguti dopo l'accorpamento ad essa della Compagna del SS. Crocifisso.
La facciata asimmetrica presenta un piccolo occhio ed un semplice portale cinquecentesco. L'interno consiste in un'unica navata rettangolare con altari laterali in stucco settecenteschi. La parete di fondo è occupata dall'altare maggiore in legno intagliato, opera del 1634 degli intagliatori Orazio Binoni e Giovan Battista Vagnini, realizzato per ospitare una venerata e notevole scultura lignea della prima metà del secolo XIII che raffigura Cristo deposto dalla Croce e che faceva parte sicuramente di una composizione più vasta. Alla parete destra è un San Sebastiano opera di Leonardo Cungi, mentre a quella sinistra è una Resurrezione di Cristo di Raffaellino del Colle, replica autografa di quella dipinta per la Cattedrale. Sulla stessa parete è anche una tela settecentesca anonima con i Santi Giacomo maggiore, Giacomo minore e Tommaso. 
La chiesa è collegata con una scaletta con il sottostante Oratorio della Compagnia del Crocifisso, con affreschi realizzati dai fratelli Alessandro, Cherubino e Giovanni Alberti tra 1587 e 1588 e una interessante copia del Santo Sepolcro di Gerusalemme in pietra arenaria, del 1629.